# Antikapitalismus

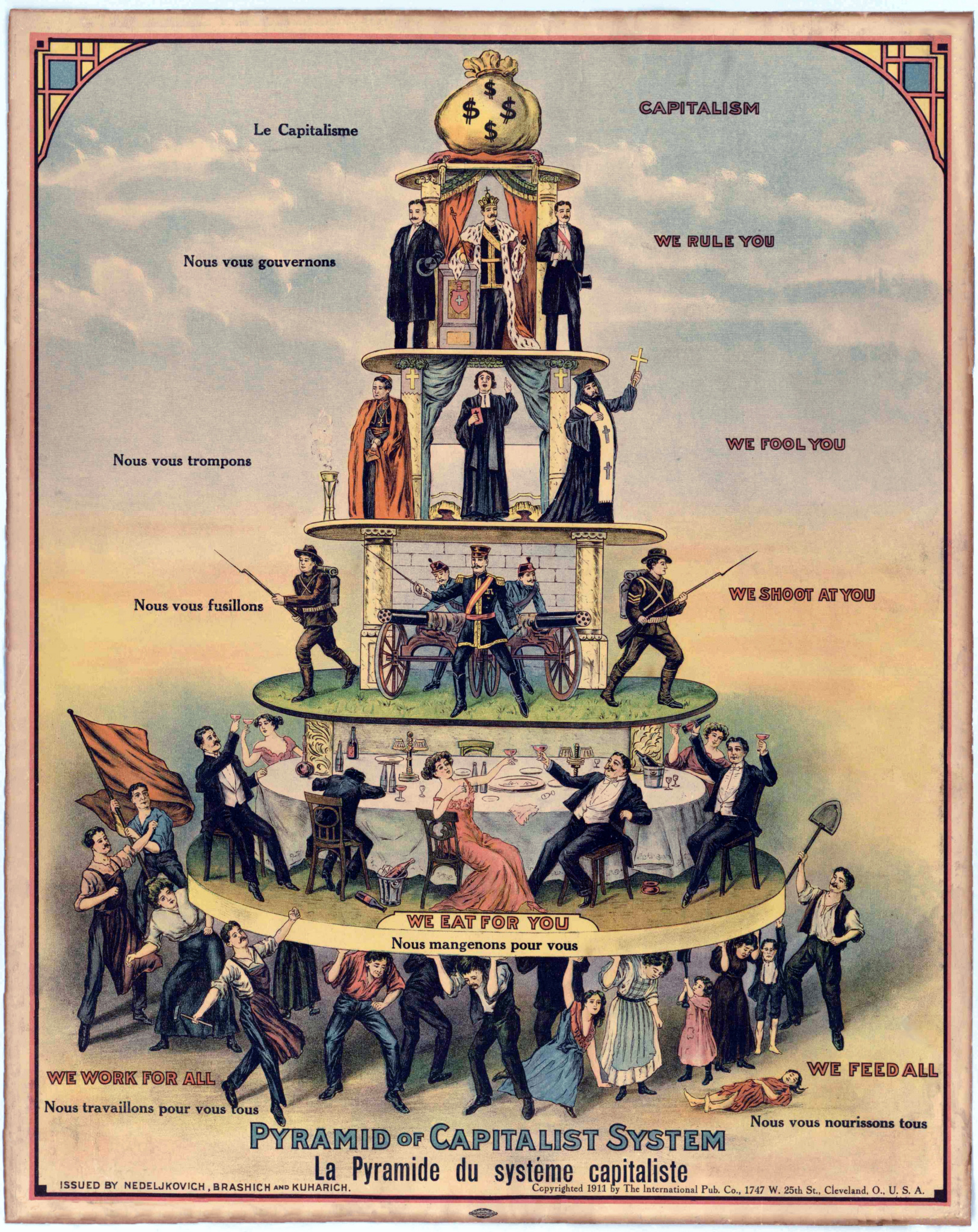
Antikapitalistický plakát vytištěný IWW v roce 1915

Antikapitalismus zahrnuje širokou škálu hnutí, ideologií a postojů, které se staví proti kapitalismu. Antikapitalisté jsou v přesném slova smyslu ti, kteří chtějí kompletně nahradit kapitalismus za jiný systém, nicméně existují i názory, které mohou být charakterizovány jako částečný antikapitalismus v tom smyslu, že jen chtějí nahradit nebo zrušit určité aspekty kapitalismu spíše než celý systém. Obecně se dá říci, že antikapitalismus je zpravidla doménou levicových uskupení.
V roce 2009 provedla BBC průzkum ve 27 zemích, ze kterého vyplynulo, že 23 % lidí souhlasí s tím, že kapitalismus má vážné nedostatky a je třeba jej nahradit, uvedený názor zastávali nejvíce lidé ve Francii, kde se pro nahrazení kapitalismu vyslovilo 43 % lidí. Dle průzkumu z roku 2020, který byl proveden ve 27 zemích světa, souhlasilo 57 % dotázaných s tvrzením, že „kapitalismus tak, jak existuje dnes, páchá více zla než dobra“. S tímto tvrzením nejvíce souhlasili lidé v Indii a v Thajsku (75 %), nadpoloviční většina též v afrických, asijských, evropských a jiho- a středoamerických státech. Naopak většinovou podporu kapitalismu lidé vyslovili v Austrálii, Kanadě, Spojených státech, Jižní Koreji a Japonsku.

## Významné antikapitalistické ideologie
- anarchismus
- socialismus

- komunismus

(Případně nejrůznější podkategorie či syntézy těchto směrů jako třeba anarchosocialismus nebo anarchokomunismus)
- marxismus je analytický nástroj, který slouží ke zkoumání kapitalismu a společnosti obecně; případně může být chápán v politické rovině jako specifický směr socialismu/komunismu